# Picadeiros

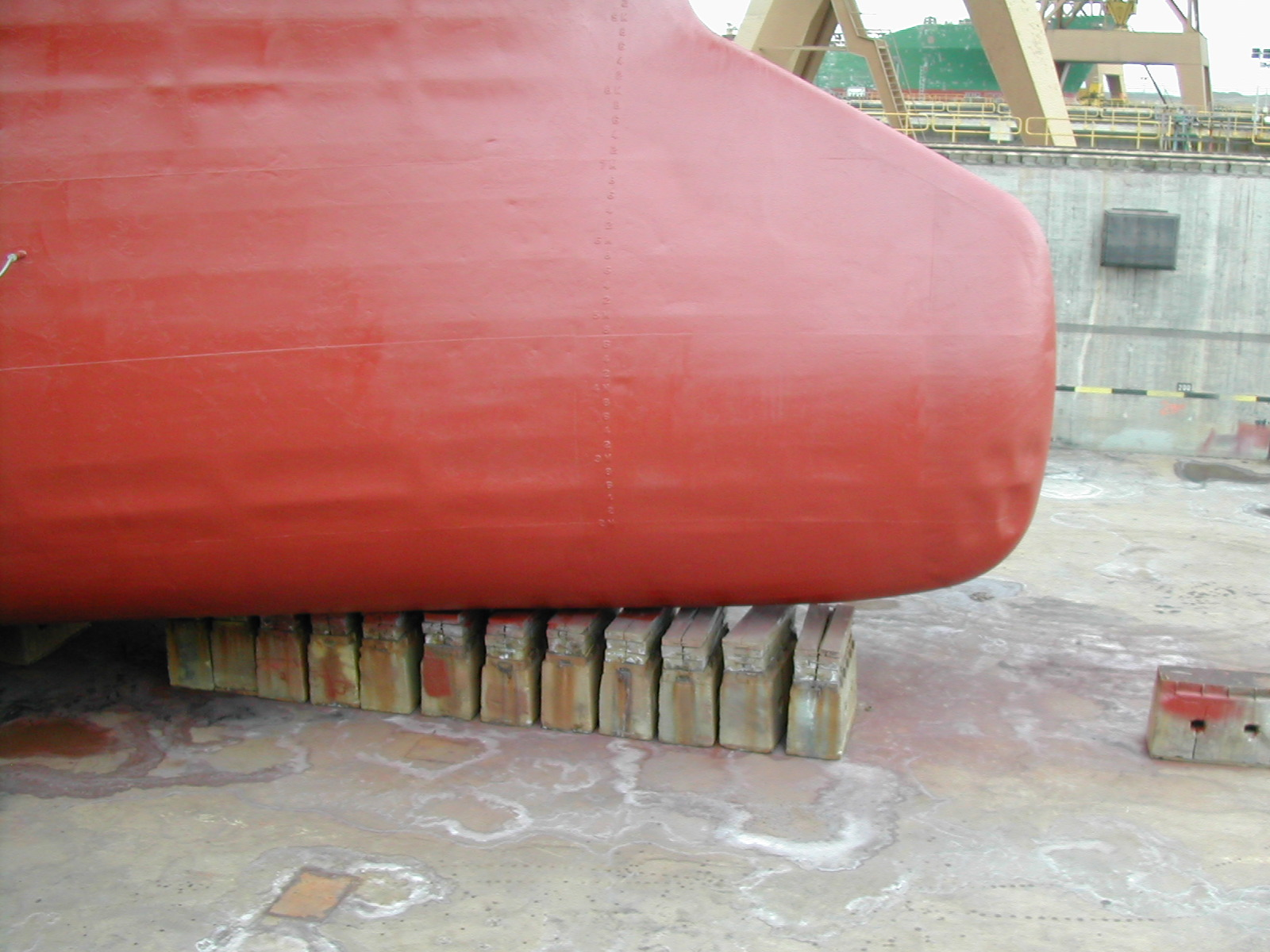
Picadeiros na doca 31 da Lisnave

Os picadeiros são peças em madeira ou metal, ajustáveis em altura, utilizadas para escorar embarcações numa doca seca.
Os picadeiros são peças de madeira, aço, ferro fundido, concreto ou combinação destes materiais, sobre os quais são apoiadas as embarcações durante o processo de docagem, podendo ser empregados em diques secos e mesmo em diques flutuantes. Os picadeiros são utilizados para apoiar a quilha da embarcação, suportando a maior parte do seu peso. Podem ser denominados picadeiros laterais ou berços quando são aplicados a determinada distância da quilha, na direção dos bordos da embarcação, com o intuito de mantê-la equilibrada durante o período em que se encontrar docada.